# Chiesa di San Giovanni Battista (Vietri sul Mare)
La chiesa di San Giovanni Battista è un edificio di culto cattolico in stile tardo-rinascimentale napoletano di Vietri sul Mare (Salerno).

## Storia
La chiesa sorge ove già nel 1036 sorgeva un edificio di culto denominato San Giovanni de Staffilo, che nel XIV secolo divenne chiesa parrocchiale. L'edificio subì numerosi rifacimenti e l'impianto attuale risale al XVII secolo. Agli inizi del XVII fu innalzata, sulla crociera del transetto, l'attuale cupola, ricoperta nel 1902 con embrici maiolicati di produzione locale. 

## Descrizione
La chiesa ha pianta a croce latina, orientata a est, con campanile sito sulla sinistra della facciata. Il disegno di quest'ultima, di stile tardo-rinascimentale riconducibile alla scuola del Mormando, è opera del cavense Matteo Vitale, cui fu affidato nel 1617. Il basamento è in pietra chiara di piperno, al centro il portale è delimitato da due colonne in tufo nero di Fiano. Il portale è sormontato da un oculo chiuso nella seconda metà del XX secolo per inserire una figura del Santo patrono dipinto su ceramica.

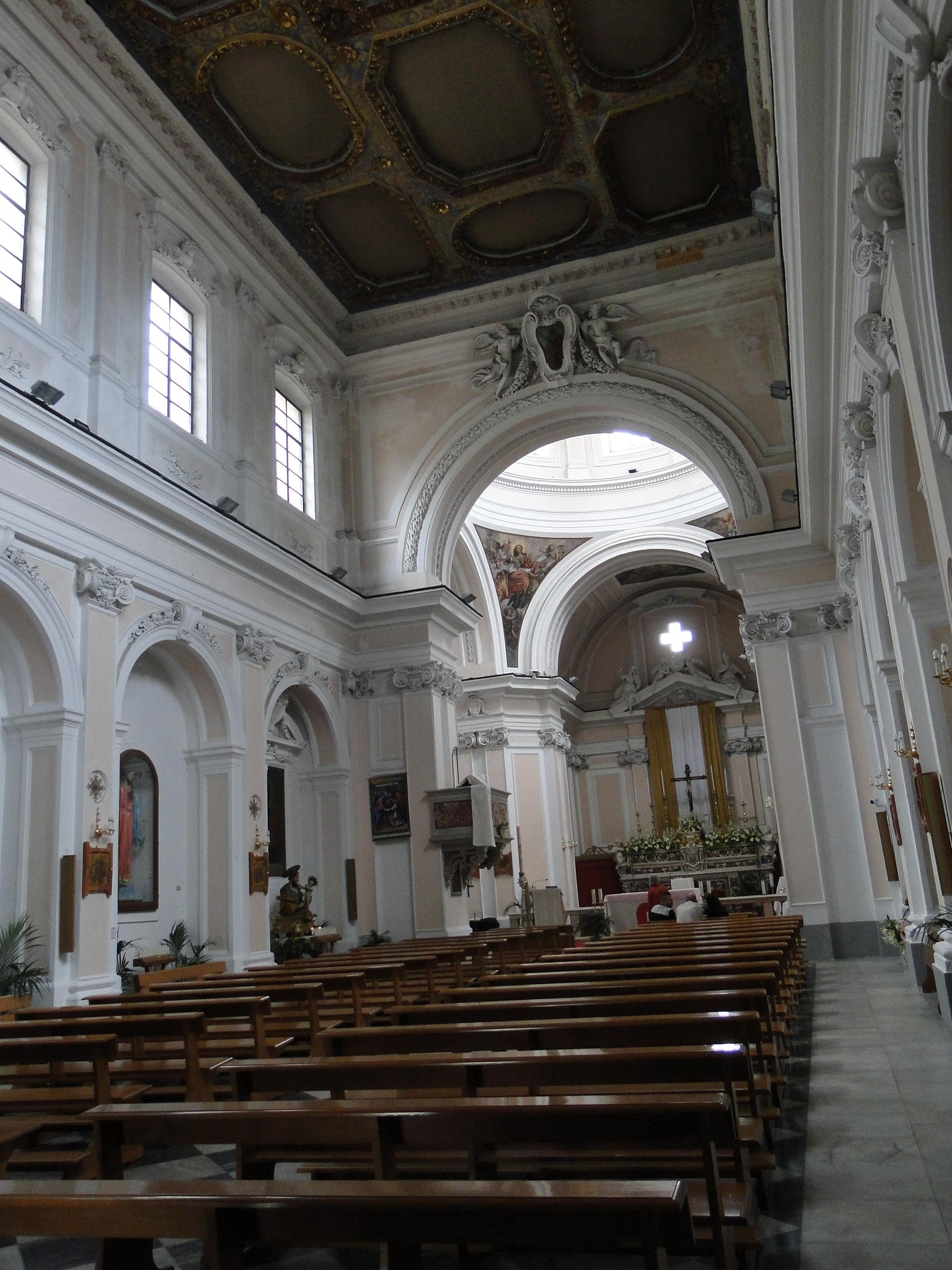
Interno della chiesa

L'interno è a una sola navata. Gli altari sono decorati da maioliche e ceramiche tranne quello maggiore, realizzato in marmi commessi.
La pala d'altare risale al 1732 e rappresenta la Vergine con san Giovanni e santa Irene, opera del pittore di Vetri, Pietro De Rosa. Di particolare pregio il polittico della Madonna del Latte, del XVI secolo, che raffigura la Madonna in trono che allatta il Bambino, dipinta su sfondo dorato; due pannelli laterali rappresentano san Giovanni Battista e sant'Andrea.
Il campanile, alto 36,5 metri, si eleva in sei ordini: i quattro inferiori a base quadrata sostengono i due superiori a base esagonale, sormontati da un cupolino maiolicato.

## Galleria d'immagini

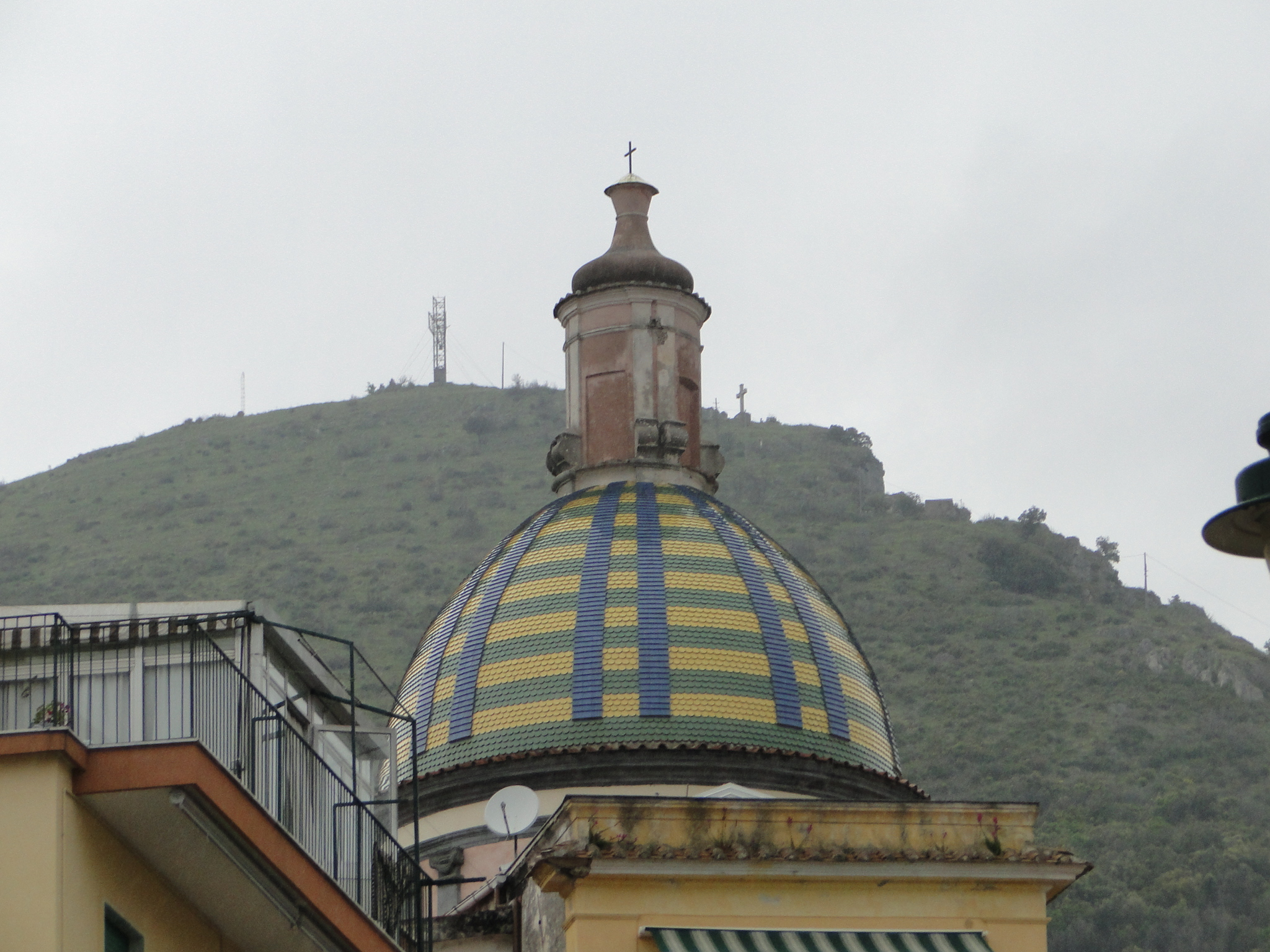
La cupola
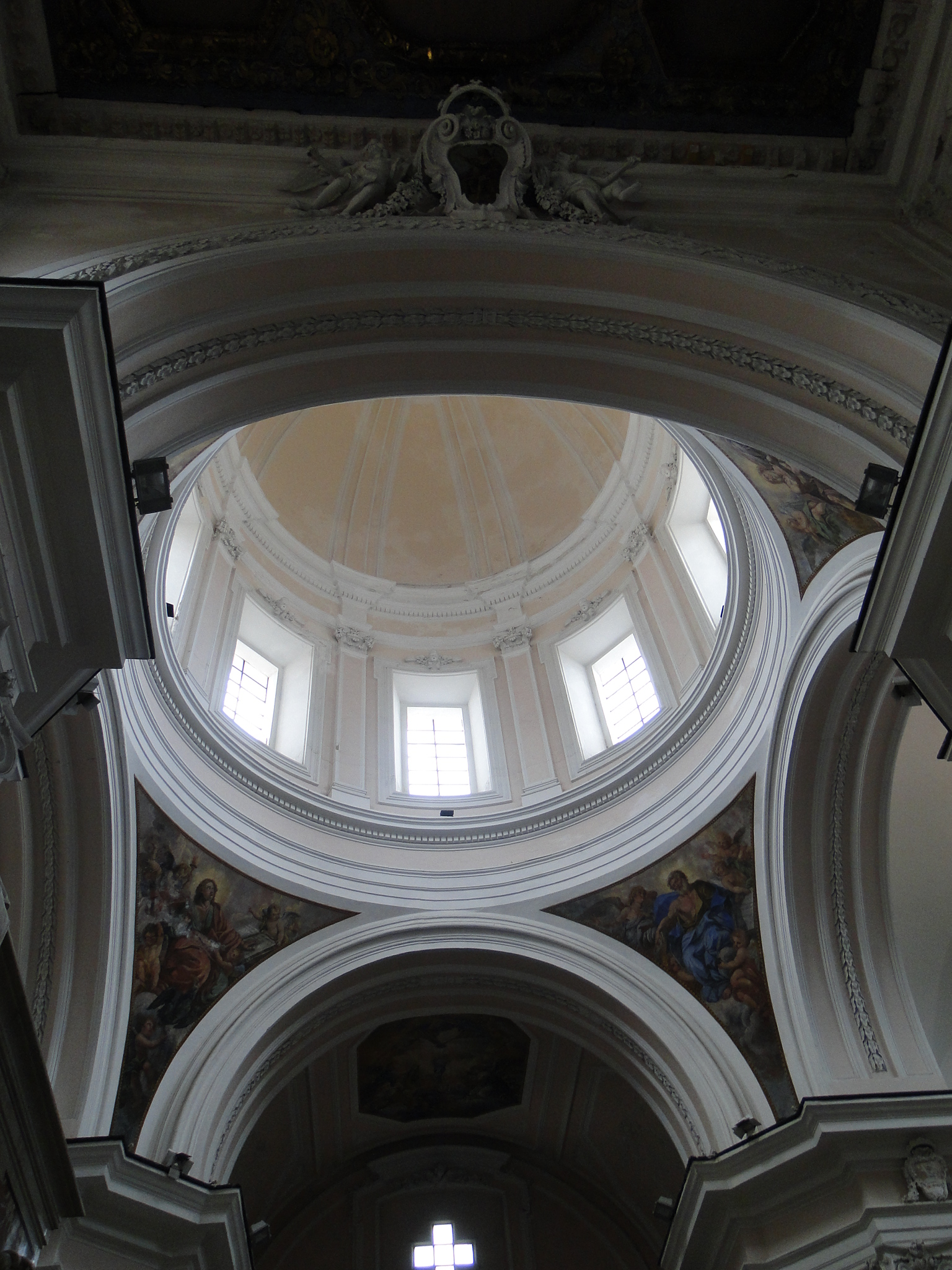
L'interno della cupola
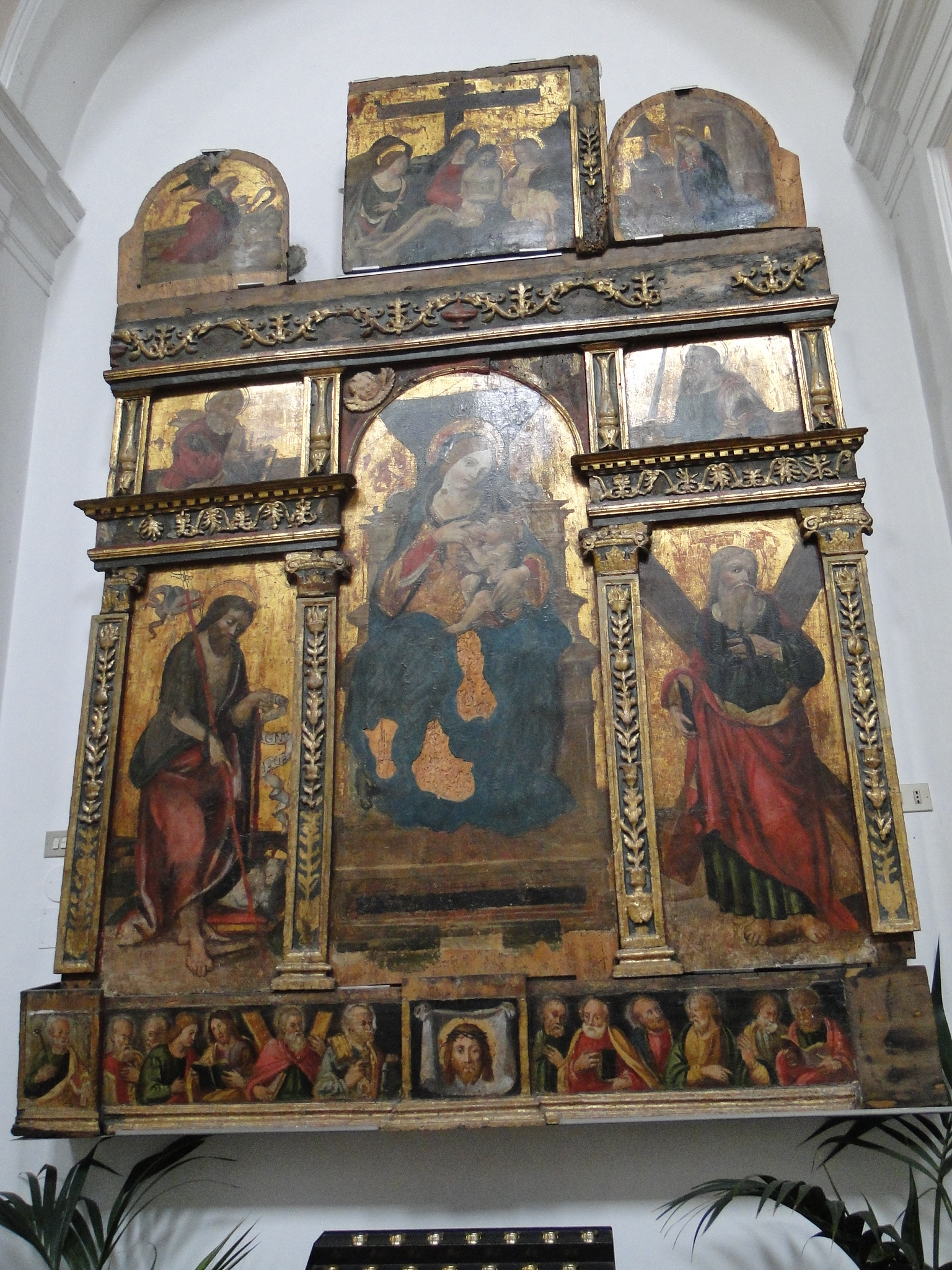
Il Polittico della Madonna allattante